# Gerhardt Powitz
Gerhardt Powitz (* 8. April 1930 in Zarrentin, Kreis Grimmen; † 24. Juni 2020 in Frankfurt am Main) war ein deutscher Germanist, Buchwissenschaftler und Handschriftenforscher.

## Leben und Wirken
Gerhardt Powitz studierte nach seiner Reifeprüfung in Rostock Germanistik und Romanistik, zunächst an der Universität Rostock, dann an der Humboldt-Universität Berlin. 1953 legte er das Staatsexamen für den höheren Schuldienst ab und promovierte 1957 an der Berliner Humboldt-Universität. Seine wissenschaftliche Tätigkeit begann beim Deutschen Wörterbuch der Brüder Grimm (Akademie der Wissenschaften der DDR). 1960 wechselte er an die Stadt- und Universitätsbibliothek Frankfurt/M. und arbeitete dort bis zum Eintritt in den Ruhestand 1995. Es entstand unter seiner Leitung eine Handschriften- und Inkunabelabteilung, seit 1977 leitete er das Frankfurter Handschriftenzentrum. Er widmete sich intensiv der Handschriftenkatalogisierung und war von 1975 bis 1995 Mitglied im Unterausschuss für Handschriftenkatalogisierung der Deutschen Forschungsgemeinschaft. Powitz war Mitglied der Frankfurter Historischen Kommission und des Comité Internationale de Paléographie Latine.
Powitz erarbeitete zahlreiche Handschriftenkataloge vor allem aus Frankfurter Beständen. Seine wichtigsten Aufsätze zu mittelalterlichen Handschriften, Inkunabeln und anderen frühen Drucken wurden 2005 in einem Sammelband veröffentlicht.

## Veröffentlichungen (Auswahl)
- Das deutsche Wörterbuch Johann Leonhard Frischs (= Veröffentlichungen des Instituts für Deutsche Sprache und Kultur, Bd. 19). Akademie-Verlag, Berlin 1959 (Dissertation Humboldt-Universität Berlin).
- Zum Glossar des Strassburger Chronisten Fritsche Closener. In: Zeitschrift für deutsche Philologie, Bd. 83 (1964), H. 3, S. 321–339.
- Die Handschriften des Dominikanerklosters und des Leonhardstifts in Frankfurt am Main (= Kataloge der Stadt- und Universitätsbibliothek Frankfurt am Main, Bd. 2). Klostermann, Frankfurt/M. 1968.
- Mittelalterliche Bibliothekskataloge des Frankfurter Salvator- und Bartholomaeusstifts. In: Archiv für Frankfurts Geschichte und Kunst, Bd. 53 (1973), S. 21–40.
- (mit Herbert Buck): Die Handschriften des Bartholomäusstifts und des Karmeliterklosters in Frankfurt am Main (= Kataloge der Stadt- und Universitätsbibliothek Frankfurt am Main, Bd. 3). Klostermann, Frankfurt/M. 1974.
- Datieren und Lokalisieren nach der Schrift. In: Bibliothek und Wissenschaft, Bd. 10 (1976), S. 124–137.
- (mit Karin Bredehorn): Die mittelalterlichen Handschriften der Gruppe Manuscripta latina (= Kataloge der Stadt- und Universitätsbibliothek Frankfurt am Main, Bd. 4). Klostermann, Frankfurt/M. 1979.
- Textus cum commento. In: Codices manuscripti, Bd. 5, 1979, S. 80–89. [oft zitiertes Standardwerk]
- Text und Kommentar im Buch des 15. Jahrhunderts. In: Lotte Hellinga (Hrsg.): Buch und Text im 15. Jahrhundert (= Wolfenbütteler Abhandlungen zur Renaissanceforschung, Bd. 2). Hauswedell, Hamburg 1981, S. 35–45, ISBN 3-7762-0206-8.
- Zum 'Catholicon' des Johannes de Janua. Das Autorexemplar und die Tradition der Exemplare des Franciscus de Agaciis. In: Archivum Fratrum Praedicatorum, Bd. 53 (1983), S. 203–218.
- Die datierten Handschriften der Stadt- und Universitätsbibliothek Frankfurt am Main (= Datierte Handschriften in Bibliotheken der Bundesrepublik Deutschland, Bd. 1). Hiersemann, Stuttgart 1984, ISBN 3-7772-8427-0.
- (mit Jutta Hager): Die neueren Handschriften der Gruppe Manuscripta latina (= Kataloge der Stadt- und Universitätsbibliothek Frankfurt am Main, Bd. 6). Klostermann, Frankfurt/M. 1988, ISBN 3-465-01797-8.
- Das "Catholicon". Umrisse der handschriftlichen Überlieferung. In: Michael Borgolte (Hrsg.): Litterae medii aevi. Festschrift für Johanne Autenrieth zu ihrem 65. Geburtstag. Thorbecke, Sigmaringen 1988, S. 209–223, ISBN 3-7995-7061-6.
- Die Frankfurter Gutenberg-Bibel. Ein Beitrag zum Buchwesen des 15. Jahrhunderts (= Frankfurter Bibliotheksschriften, Bd. 3). Klostermann, Frankfurt/M. 1990, ISBN 3-465-02231-9.
- (mit Gerhard List): Die Handschriften der Stadtbibliothek Mainz. Bd. 1: Hs I 1 - Hs I 150. Harrassowitz, Wiesbaden 1990, ISBN 3-447-02890-4.
- Mittelalterliche Handschriftenfragmente der Stadt- und Universitätsbibliothek Frankfurt am Main (= Kataloge der Stadt- und Universitätsbibliothek Frankfurt am Main, Bd. 10). Klostermann, Frankfurt/M. 1994, ISBN 3-465-02595-4.
- Die 'Tabula rubricarum' des Mainzer 'Catholicon'. In: Gutenberg-Jahrbuch, Bd. 69 (1994), S. 32–49.
- Libri inutiles in mittelalterlichen Bibliotheken. Bemerkungen über Alienatio, Palimpsestierung und Makulierung. In: Scriptorium, Bd. 50 (1996), S. 288–304 + Pl. 24–25.
- Die Bibliothek des Franziskanerklosters in Frankfurt am Main. Kirchliches und städtisches Bibliothekswesen im Übergang vom Mittelalter zur Neuzeit (= Frankfurter Bibliotheksschriften, Bd. 5). Klostermann, Frankfurt/M. 1997, ISBN 3-465-02703-5.
- Ein "Exemplar" des Sentenzenkommentars von Hugo de Sancto Caro. In: Codices manuscripti, Bd. 17 (1997), S. 2–11.
- Pecienhandschriften in deutschen Handschriften. Die Bestände der Stadt- und Universitätsbibliothek Frankfurt am Main. In: Bibliothek und Wissenschaft, Bd. 31 (1998), S. 211–231.
- Die Bibliothek des Frankfurter Juristen Ludwig von Marburg zum Paradies. Eine Büchersammlung aus der Frühzeit des Buchdrucks. In: Archiv für Geschichte des Buchwesens, Bd. 51 (1999), S. 333–369.
- Privater Buchbesitz in Frankfurt am Main während des späten Mittelalters. In: Archiv für Frankfurts Geschichte und Kunst, Bd. 66 (2000), S. 161–199.
- Die Bibliothek des Frankfurter Stadtpfarrers Peter Scheu (+1510). Klerikaler Buchbesitz um 1500 und der Handel mit Büchern als Nachlaßgut. In: Gutenberg-Jahrbuch, Bd. 76 (2001), S. 314–333.
- Handschriften und frühe Drucke. Ausgewählte Aufsätze zur mittelalterlichen Buch- und Bibliotheksgeschichte (= Frankfurter Bibliotheksschriften, Bd. 12). Klostermann, Frankfurt/M. 2005, ISBN 978-3-465-03423-0 (mit Schriftenverzeichnis, S. 211 – 219). [nur eine kleine Auswahl der zahlreichen Aufsätze]
- Gerhardt Powitz: Meine Zeit. Ein persönlicher Rückblick auf die Arbeit der Handschriften- und Inkunabelabteilung der Universitätsbibliothek Frankfurt am Main (1960–2005). Typoskript Frankfurt 2005 (Universitätsbibliothek Frankfurt am Main, Handschriftenabteilung, Ms.Ff.G.Powitz).
- Mittelalterliche Handschriften aus dem Besitz der Senckenbergischen Bibliothek in Frankfurt am Main. In: Codices manuscripti, Heft 60/61 (2007), S. 1–22.
- Der Text der Gutenberg-Bibel im Spiegel seiner zeitgenössischen Rezeption. In: Gutenberg-Jahrbuch, Bd. 84 (2009), S. 29–70.
- Die Tabula rubricarum der Gutenberg-Bibel. In: Gutenberg-Jahrbuch, Bd. 87 (2012), S. 31–52.